# Lotto Petrus
Pour les articles homonymes, voir Petrus.
Lotto Petrus, né le 3 décembre 1987, est un coureur cycliste namibien, ancien membre de l'équipe MTN Qhubeka.

## Biographie
Entre 2008 et 2009, il fait partie de l'équipe cycliste Neotel, puis il rejoint l'équipe MTN Energad en 2010. Il quitte MTN Qhubeka en 2012.

## Résultats
- 2005
  - 3e de la Nedbank Cycle Classic
- 2009
  -  Champion d'Afrique sur route espoirs
  -  Médaillé d'argent du championnat d'Afrique du contre-la-montre par équipes
  - 8e du championnat d'Afrique sur route
- 2011
  -  Champion de Namibie sur route
  -  Champion de Namibie du contre-la-montre
- 2012
  -  Champion de Namibie sur route
  -  Champion de Namibie du contre-la-montre
- 2013
  - 3e du championnat de Namibie sur route
- 2014
  - 2e de la Nedbank Cycle Classic
- 2016
  - 3e de la Nedbank Cycle Classic
- 2018
  - 3e de la Nedbank Cycle Classic

## Classements mondiaux
| Année           | 2007 | 2008 | 2009 | 2010 | 2011 | 2012 | 2013 | 2014 | 2015 | 2016 | 2017 |
| --------------- | ---- | ---- | ---- | ---- | ---- | ---- | ---- | ---- | ---- | ---- | ---- |
| UCI Africa Tour | 98e  |      |      | 83e  | 189e | 140e | 200e |      |      | 131e | 240e |